# أوليفر ديكنسون
أوليفر ديكنسون (بالإنجليزية: Oliver Dickinson)‏ هو مخرج بريطاني، ولد في 1 ديسمبر 1980 في لندن في المملكة المتحدة.

## وصلات خارجية
- أوليفر ديكنسون على موقع IMDb (الإنجليزية)
- أوليفر ديكنسون على موقع ألو سيني (الفرنسية)
- أوليفر ديكنسون على موقع أول موفي (الإنجليزية)
- أوليفر ديكنسون على موقع قاعدة بيانات الفيلم (الإنجليزية)